# Chrystyna Stuj
Chrystyna Petrivna Stuj (ukrainska: Христина Петрівна Стуй), född den 3 februari 1988 i Uhryniv i Ivano-Frankivsk oblast  i Ukrainska SSR i Sovjetunionen, är en ukrainsk friidrottare som tävlar i sprint.
Stuj deltog på det ukrainska 4 x 100 meter lag  vid VM 2009 i Berlin, men laget tog sig inte till final. Vid U23 EM 2010 misslyckades det ukrainska laget att avsluta loppet, vilket upprepade sig på EM 2012.
Stuj vann silver på 200 meter vid EM 2012.
Stuj studerade på Lviv State College of Physical Education.

## Personliga rekord
- 60 meter inomhus: 7,21 6 mars 2011 i Paris (Bercy)
- 100 meter: 11,32 (+1,7) 29 juni 2010 i Moskva
- 200 meter: 22,79 (-0,1) 1 september 2011 Daegu